# Live at the House of Blues
Live At House Of Blues, Goldfingers enda officiella DVD. Den spelades in 19 juli 2003, då Brian Arthur var med i bandet.

## Låtlista
1. Question
2. Counting The Days
3. Tell Me
4. Here in Your Bedroom
5. San Simeon
6. Open Your Eyes
7. Wayne Gretzky
8. Mable
9. Fuck Ted Nugent
10. Superman
11. If Only
12. My Girlfriends Shower Sucks
13. Miles Away
14. 99 Red Ballons

## Extramaterial
- Bandets kommentarer
- Fotogalleri
- Länkar
- Multi-Angle
- Engelsk/japansk textning
- Musikvideon till Free Me